# جنان زایموویچ
جنان زایموویچ (بوسنیایی: Dženan Zajmović؛ زادهٔ ۱۱ نوامبر ۱۹۹۴) بازیکن فوتبال اهل بوسنی و هرزگوین است.
از باشگاه‌هایی که در آن بازی کرده است می‌توان به باشگاه فوتبال ژلیزنیچار سارایوو اشاره کرد.